# Wilhelm Hirsch (Gartenarchitekt)
Wilhelm Fritz Hirsch (* 11. Juni 1887 in Bierstadt bei Wiesbaden; † 16. November 1957 in Wiesbaden) war ein deutscher Gartenarchitekt und Landschaftsplaner aus Wiesbaden.

## Leben
Hirschs Eltern waren Sophie Louise Hirsch geb. Sternitzki (1857–1930) und der Landschaftsgärtner Friedrich Julius Hirsch (1851–1940), beide evangelischer Religion, die 1877 geheiratet hatten. Sein Großvater väterlicherseits war der königliche Kammermusiker Adolph Gustav Hirsch. Er hatte einen Bruder, den Gartenarchitekten Heinrich Franz Karl Hirsch (1881–1956), und eine Schwester, Anna Julie Trull geb. Hirsch (1882–1952).
Hirsch absolvierte seine Lehrzeit von 1903 bis 1904 im väterlichen Gartenbaubetrieb und 1905 in der bekannten Baumschule von J. Timm & Co. in Elmshorn. Anschließend reiste er zu Studienzwecken durch Deutschland. 1912 wird Wilhelm Hirsch als Ausbildungsbetrieb für Garten- und Landschaftsgärtner in Wiesbaden genannt. Von 1931 bis 1933 war er Vorsitzender des Verbandes deutscher Gartenarchitekten (VDG).
Er betrieb die Auflösung des Verbandes, um ihn dem „Reichsverband des deutschen Gartenbaus“ und damit dem „Reichsnährstand“, einer der größten NS-Organisationen, anzuschließen. Er wurde Führerbeirat in der Fachgruppe „Garten-, Park- und Friedhofsgestaltung“. In der Zeit des Nationalsozialismus war Hirsch in exponierten Stellungen tätig, er erhielt zahlreiche öffentliche Aufträge.
Er liegt auf dem Friedhof in Wiesbaden-Bierstadt begraben.

## Projekte
- Grünanlage am Anger, Frankfurt (Oder)
- Grünanlage beim Ostmarkstadion in Frankfurt (Oder) – Dammvorstadt, heute Słubice
- 1931: Begrünung in Dresden
- 1932 (gemeinsam mit Edmund Fabry): Reisinger-Anlagen, Wiesbaden
- 1933–1934 Gartengestaltung Opelbad, Wiesbaden
- 1937 (gemeinsam mit Edmund Fabry): Wandelhalle in der Herbert-Anlage,[7] Wiesbaden
- 1938: Begrünung beim Frankfurter Kreuz
- Modernisierung der Rheinanlagen, Koblenz
- 1951: Sicherheitspflanzungen auf der Musterstrecke Autobahn Frank am Main–Köln

## Veröffentlichungen
- Bepflanzung der Verkehrsstraßen, in: Planen und Bauen im neuen Deutschland. Köln/Opladen 1960. S. 88f.